# 拉马尔·杰克逊
小拉马尔·德米特里斯·杰克逊（Lamar Demeatrice Jackson Jr.，1997年1月7日—），美式橄榄球四分卫，打法为双威胁型，兼具传球和跑球能力。在2018年NFL选秀中被巴尔的摩乌鸦以第1轮第32顺位选中，于2019赛季成为乌鸦队的主力四分卫。

## 生平
拉马尔·杰克逊在佛罗里达州南部长大，有三个兄弟姐妹。在他8岁时父亲离世，之后由母亲带大。
拉马尔·杰克逊在大学招募时评级并不高，247Sports将其评为三星，在全美排名第409位，Rivals将其评为四星，佐治亚大学还试图招其去打安全卫而非主业四分卫。他最后选择于2015年进入路易斯維爾大學打球，并主修传播学。在大二的2016赛季，他带领路易斯維爾大學在常规赛打出了9胜3负的战绩，球队在美联社排名第15。他也于当赛季获得海斯曼奖。在大三的2017赛季，他带队打出了常规赛8胜4负的战绩。赛季结束后宣布进入2018年NFL选秀。
在2018年NFL选秀中，他被巴尔的摩乌鸦以第1轮第32顺位选中，是当届选秀第5位获选的四分卫，也是乌鸦队选中的第2名球员。
在新秀的2018赛季，拉马尔·杰克逊在主力四分卫喬·弗拉科受伤后开始崭露头角。次赛季2019赛季，喬·弗拉科离队，乌鸦队将拉马尔·杰克逊确立为主力四分卫，并围绕其调整阵容和设计战术。他在当赛季取得突破性成绩，带队在常规赛打出14胜2负的战绩，被评为美联社NFL最有价值球员，乌鸦队最终在季后赛止步分区轮。
2023年4月，乌鸦队和拉马尔·杰克逊续约，签下了5年共2.6亿美元的合同，打破了NFL史上的球员年薪记录（数月后被贾斯廷·赫伯特打破）。